# Spergel (slægt)
Spergel (Spergula) er en planteslægt, der er udbredt med arter i Europa og Asien. Flere af arterne er desuden naturaliseret i Nordamerika. Det er énårige urter med opret vækst. Stænglerne er sprøde og hårede, og de bærer kransstillede og linjeformede blade. De endestillede blomster er samlet i en kvast med små blomster, hvis hvide kronblade er ganske korte. Frugten er en  kapsel. Her omtales kun de arter, som er vildtvoksnde i Danmark, eller som dyrkes her.
| Arter |

- Almindelig spergel (Spergula arvensis)
- Vårspergel (Spergula morisonii)